# Urko Olazabal
Pour les articles homonymes, voir Olazábal.
Urko Olazabal Ortiz de Zarate, connu sous son nom de scène d'Urko Olazabal, né à Bilbao en 1978, est un acteur basque espagnol de cinéma et télévision.

## Biographie
Étudiant à I'Urretxindorra ikastola de Bilbao, il est diplômé en sculpture de l'université du Pays basque.
Il prend des cours à l'école de théâtre de Barakaldo et devient acteur dans le cinéma et les séries de télévision basques.
En 2021, il gagne le prix Goya pour son interprétation dans le film Les Repentis, d'Icíar Bollaín, et en 2022 le prix Feroz.
En 2023, il intègre le casting du film Teresa de Paula Ortiz inspiré de l'œuvre de Juan Mayorga.
En 2024, dans L'Affaire Nevenka d'Icíar Bollaín, film basé sur l'histoire vraie de la femme politique Nevenka Fernández, il joue le rôle du maire de Ponferrada, Ismael Álvarez.

## Filmographie

### Cinéma
- 2021 : Les Repentis d'Icíar Bollaín : Luis Carrasco
- 2022 : 13 exorcismes de Jacobo Martínez : Tomás
- 2023 : Teresa de Paula Ortiz : père de Teresa
- 2024 : L'Affaire Nevenka de Nevenka Fernández : Ismael Álvarez

## Distinctions
- 2021 : Médaille du Círculo de Escritores Cinematográficos : meilleur acteur dans un second rôle;
- 2022 : Prix Goya du meilleur acteur dans un second rôle et Prix Feroz du meilleur acteur dans un second rôle.

- Goyas 2025 : nomination au prix du meilleur acteur pour L'Affaire Nevenka[7].